# Schneis
Schneis ist eine Hofschaft im Norden der bergischen Großstadt Wuppertal.

## Lage und Beschreibung
Die Hofschaft liegt an der Kreisstraße 16 (Westfalenweg) im Norden des Wohnquartiers Uellendahl-West im Stadtbezirk Uellendahl-Katernberg auf einer Höhe von 283 m ü. NHN auf der Wasserscheide der Flusssysteme der Wupper und der Ruhr. 
Benachbarte Orte sind Obenrohleder, Webershaus, Brink, Frickenhaus, Untenrohleder, Schmitzhaus, Heidacker, Worth, Schevensiepen, Krieg und Wolfsholz. Nördlich befindet sich die Erhebung Woltersberg im Waldgebiet Große Busch/An Woternocken.
Schneis besteht aus den zwei Wohnplätzen Obenschneiss und Untenschneis. Das direkt am Westfalenweg gelegene Oberschneis ist in der Wohnbebauung aufgegangen, so dass heute nur noch Untenschneis als Schneis bezeichnet wird.
In der lokalen Mundart wurde der Ort auch als öngerschte Schneis oder op de Schneis bezeichnet.

## Geschichte und Etymologie
Der Hof Schneis wurde erstmals 1508 und 1521 als uff dere Schneyssen in einer Schatzungsliste der Herrschaft Hardenberg als Kotten oder Fünftelhof urkundlich erwähnt. Um 1600 ist die Zugehörigkeit zur Hardenberger Bauerschaft Oberste Siebeneick beurkundet. Der Name leitet sich vermutlich von einer Schneise im Wald ab, an der der Hof gelegen war. 
Im 19. Jahrhundert gehörte Schneis zu der Bauerschaft Obensiebeneick und der Kirchengemeinde Dönberg in der Bürgermeisterei Hardenberg, die 1935 in Neviges umbenannt wurde. Damit gehörte es von 1816 bis 1861 zum Kreis Elberfeld und ab 1861 zum alten Kreis Mettmann.
Der Ort ist auf der Gemeinde Charte des Parzellar Katasters der Bürgermeisterei Hardenberg von 1815/16 als Schneis eingezeichnet. Im Gemeindelexikon für die Provinz Rheinland von 1888 werden zwei Wohnhäuser mit 24 Einwohnern angegeben.
Mit der Kommunalreform von 1929 wurde der südöstliche Teil von Obensiebeneick um Schneis abgespalten und zusammen mit südlichen Dönberger Ortschaften in die neu gegründete Stadt Wuppertal eingemeindet, der Rest Obensiebeneicks verblieb zunächst bei Neviges. Durch die nordrhein-westfälische Gebietsreform kam Neviges mit Beginn des Jahres 1975 zur Stadt Velbert und das restliche Obensiebeneick wurde ebenfalls Wuppertal eingemeindet.